# Herrerías
Herrerías ist eine Gemeinde in der spanischen Autonomen Region Kantabrien. Sie liegt an der Westküste der Region und innerhalb des Beckens des Flusses Nansa. Der Name kommt von den Eisenhütten, die in diesem Begriff waren. Diese Gemeinde ist reich an Höhlen und hat eine von außergewöhnlichem Wert: die Höhle von El Soplao, die sie sich mit den Nachbargemeinden Rionansa und Valdáliga teilt.

## Orte
- Bielva (Hauptort)
- Cabanzón
- Cades
- Camijanes
- Casamaría
- Puente el Arrudo
- Rábago

## Bevölkerungsentwicklung
| 1842 | 1900 | 1950 | 1981 | 1991 | 2001 | 2011 |
| ---- | ---- | ---- | ---- | ---- | ---- | ---- |
| 811  | 1313 | 1633 | 934  | 823  | 713  | 648  |